# Nemichthys larseni
Nemichthys larseni is een straalvinnige vissensoort uit de familie van langbekalen (Nemichthyidae). De wetenschappelijke naam van de soort is voor het eerst geldig gepubliceerd in 1978 door Nielsen & Smith.